# Tony Jaa
Tony Jaa (hivatalos nevén ทัชชกร ยีรัมย์ Thatcsakon Jiram; születési nevén วรวิทย์ ยีรัมย์ Voravit Jiram; Szurin, 1976. február 5.) thai harcművész, színész, kaszkadőr, koreográfus és rendező.
Egy kis faluban született, rizstermelő szülők harmadik gyermekeként. Tízévesen kezdett el harcművészettel foglalkozni. Pályafutását 15 évesen kaszkadőrként kezdte, Phanna Ritthikraj csapatában. A harcművészetek közül a muaj thaiban, a muaj boranban és a krabi krabongban járatos, emellett testnevelési főiskolára járt, ahol gimnasztikázott és atletizált. Kaszkadőrmunkái mellett több kisebb szerepet kapott akciófilmekben, majd 2003-ban főszerepet az Ong-bak – A thai boksz harcosa című alkotásban, amivel nemzetközi hírnévre tett szert. Több kritikus is Bruce Lee és Jackie Chan utódjaként utalt rá a film bemutatóját követően. Második filmje, A sárkány bosszúja (2005) után Jaa rendezőként is bemutatkozott az Ong Bak 2. (2008) és az Ong Bak 3. (2010) című filmben. A hívő buddhista Jaa-t 2010 májusában szerzetessé avatták. 2011 augusztusában tért vissza a filmkészítéshez, a háromdimenziós Tom Yum Goong 2. című filmet kezdte el forgatni, amelyben partnernője A harc szelleme főszereplőjeként ismertté vált Janin Viszmitananda.

## Neve
Nevét Voravitról először Phanomra változtatta meg édesapja egyik álmát követően, 2009-ben pedig Thatcsakon lett az új neve, melynek jelentése „nagy tettek embere”. Nevét azért változtatta meg, hogy szerencsét hozzon. Thaiföldön egyébként Jaa Phanom néven is ismert. A Tony Jaa művésznevet Pratja Pinkeo rendező választotta neki, a Tony t betűje Thaiföldöt szimbolizálja, a Jaa (Csa) pedig a színész beceneve. 2010-ben, szerzetessé avatásakor a Kitiposzano nevet kapta, melynek jelentése „elegáns híresség”.

## Korai évei
| „                         | Mikor Tony velem edzett, nem voltak matracok és biztonsági felszerelések. Emiatt olyan erős, mert a puszta földön tanulta, amit tud. | ” |
| – Szak Csaj muajthai-edző | |   |

Egy kis faluban született 200 kilométerre Bangkoktól, nem messze a kambodzsai határtól. Szülei földműveléssel foglalkoznak, családjának elefántjai is vannak. Szülei az Indiából származó, elefánthajcsárjairól híres kuy törzsből valók. Jaa a harmadik gyerek a családban, két lány- és egy fiútestvére van. A harcművészetek iránti vonzalmát a Bruce Lee-, Jackie Chan- és Jet Li-filmeknek köszönheti, melyeket mozgó mozisok vetítettek szabadtéren a szülőfalujában. Jaa édesapjától vette első muaj thai leckéit 10 éves korában, de önállóan is gyakorolt, például az elefántok hátáról szaltózott a folyóba. Első igazi edzője Szak Csaj mester volt, akitől a muaj boran és a krabi krabong keverékét tanulta. Gyerekkorában számos más sportot is űzött, például kosárlabdázott.
Phanna Ritthikraj kaszkadőr és harckoreográfus 1986-os Born to Fight című filmje hatására döntötte el, hogy Ritthikraj irányítása alatt ő is kaszkadőr akar lenni. 15 éves volt, amikor a neves thai koreográfus tanítványa lett, Ritthikraj bevette Muai Thai Stunt nevű kaszkadőrcsapatába, és az edzések mellett a filmezés világába is bevezette: először csak a könnyebb munkákat bízta rá, mint a vízhordás vagy a kocsitologatás és a lámpák cipelése, később azonban komolyabb kaszkadőrmunkákba is bevonta. 21 éves volt, amikor Ritthikraj tanácsára jelentkezett a Mahaszarakham Testnevelési Főiskolára, ahol többek között vívást, gimnasztikát is tanult, illetve atletizált. Sikeres magasugró volt, a kétméteres magasságot ma is képes megugrani. Számos aranyérmet szerzett különféle gimnasztikai versenyeken a főiskolai évei alatt, nem egy sportágban több éven keresztül veretlen volt. A muaj thai mellett a főiskolán megismerkedett többek között a dzsúdzsucuval, a taekwondóval, az aikidóval is.

## Pályafutása

### Kaszkadőrévei
Hosszú ideig volt kaszkadőr Ritthikraj irányítása alatt. Még főiskolásként jelentkezett a Mortal Kombat 2. – A második menet kaszkadőrválogatására, száz jelentkező közül választották ki Robin Shou dublőrének, többek között egy nagydarab ellenféllel szemben hajtott végre hátraszaltót Shou helyett. A thai színész James Ruengsak dublőreként is dolgozott, valamint az Inszi Deng (Vörös sas) című thaiföldi televíziós sorozatban is kaszkadőrködött. Egy energiaital reklámjában a hongkongi harcművész-színész Sammo Hung dublőre volt – egy elefánt hátára kellett szaltóznia. A kaszkadőrködés mellett Jaa kisebb szerepeket is kapott Ritthikraj filmjeiben, az első filmje a Spirited Killer volt 1994-ben. Több esetben is negatív szereplőt alakított ezekben az alkotásokban, melyeket később újra kiadtak DVD-n, a borítón a nevével, annak ellenére, hogy az Ong-bak előtt csupán epizódszerepeket kapott.
Miután több éven át edzett – napi nyolc órát – többek között a muaj thai elődjének számító muaj boranban, mesterével összeállítottak tudásáról egy kisfilmet, ami felkeltette a filmrendező-producer Pratja Pinkeo figyelmét.

### Az Ong-bak és világhírnév
Miután Jaa és Ritthikraj megmutatta a demófelvételt Pinkeónak, a közös film ötlete a Sahamongkol Film International elé került, akik rábólintottak. Az Ong-bak – A thai boksz harcosa összesen nyolc évig készült, ebből négy év volt a fizikai felkészülés. Mivel a film alapötlete szerint nem alkalmaznak drótköteles rásegítést vagy számítógépes effektusokat, igen jól felkészült kaszkadőrökre volt szükség. Napi nyolc órában, négy éven keresztül gyakorolták a koreográfiát, bár végül nem került be minden begyakorolt elem a filmbe. A gyakorlatoknál a fokozatosság elvére törekedtek, az egyes mozdulatsorokat fokozatosan nehezítették. Jaa elmondása szerint a legnehezebben kivitelezhető az utcai üldözéses jelenet volt, az összetett gimnasztikai gyakorlatok miatt. A jelenetet végül tíz nap alatt forgatták le, az esős évszakban, ami miatt többször le kellett állni a forgatással. A mozgó terepjáró alatti átcsúszás életveszélyes jelenete volt Jaa számára a legfélelmetesebb, a tökéletes időzítés érdekében az autót Ritthikraj vezette. A harcjelenetekben gyakran valódi (azaz nem imitált, megállított) ütéseket és rúgásokat alkalmaztak a szereplők, ami számos sérüléssel járt. Jaa maga is többször megsérült, ínszalagszakadást szenvedett, kificamította a bokáját, eltörte az egyik könyökét, és abban a jelenetben, ahol égő nadrággal harcolt, lepörkölődtek a szempillái és a szőrszálak a karján, és a felvételt többször meg is kellett ismételni. A filmben Jaa több mint százféle, kevéssé ismert muaj thai-mozdulatot hajt végre.
Jaa célja a filmmel a thai kultúra és a thai boksz szépségének bemutatása volt, valamint a film készítői meg akarták mutatni, hogy lehet harcművészeti filmet készíteni mesterséges rásegítés (trükkök, kötelek és CGI) nélkül is, kizárólag a szereplők képességeire építve. Tony Jaa így nyilatkozott erről: „Meg akarom mutatni a világnak a muaj thai olyan oldalát, amit korábban sosem vittek filmre, stilizálva; meg akarom mutatni azt a muaj thait, amit az emberek nem ismernek.”
A film külföldi terjesztésének jogait végül az a Luc Besson vette meg, akinek a film egyik jelenetében üzennek is a készítők: a taxis üldözés végén, amikor az egyik kocsi egy szemközti házba csapódik, a kép bal oldalán egy oszlopra festve a „Luc Besson, várunk rád!” üzenet látható. A külföldi népszerűsítéshez Jaa számos élő bemutatót tartott több országban is, például a New York-i Mozgóképmúzeumban, Dél-Koreában, Japánban és Franciaországban. A filmet Magyarországon 2005-ben mutatták be.
Az Ong-bak meghozta Jaa számára a nemzetközi áttörést, több kritikus is Bruce Lee, Jackie Chan és Jet Li utódját látta benne. Kiemelték akrobatikus ügyességét és harcművészeti képességeit, a filmet magát azonban közepesnek minősítették a cselekmény egyszerűsége és a színészi játék minősége miatt. Volt olyan kritikus, aki szerint az Ong-bak semmi más, csupán Jaa képességeinek megcsillogtatására szolgáló bemutató. Több kritikus is megjegyezte, hogy bár Jaa képességei lenyűgözőek, színészi játéka csapnivaló.

### A sárkány bosszúja

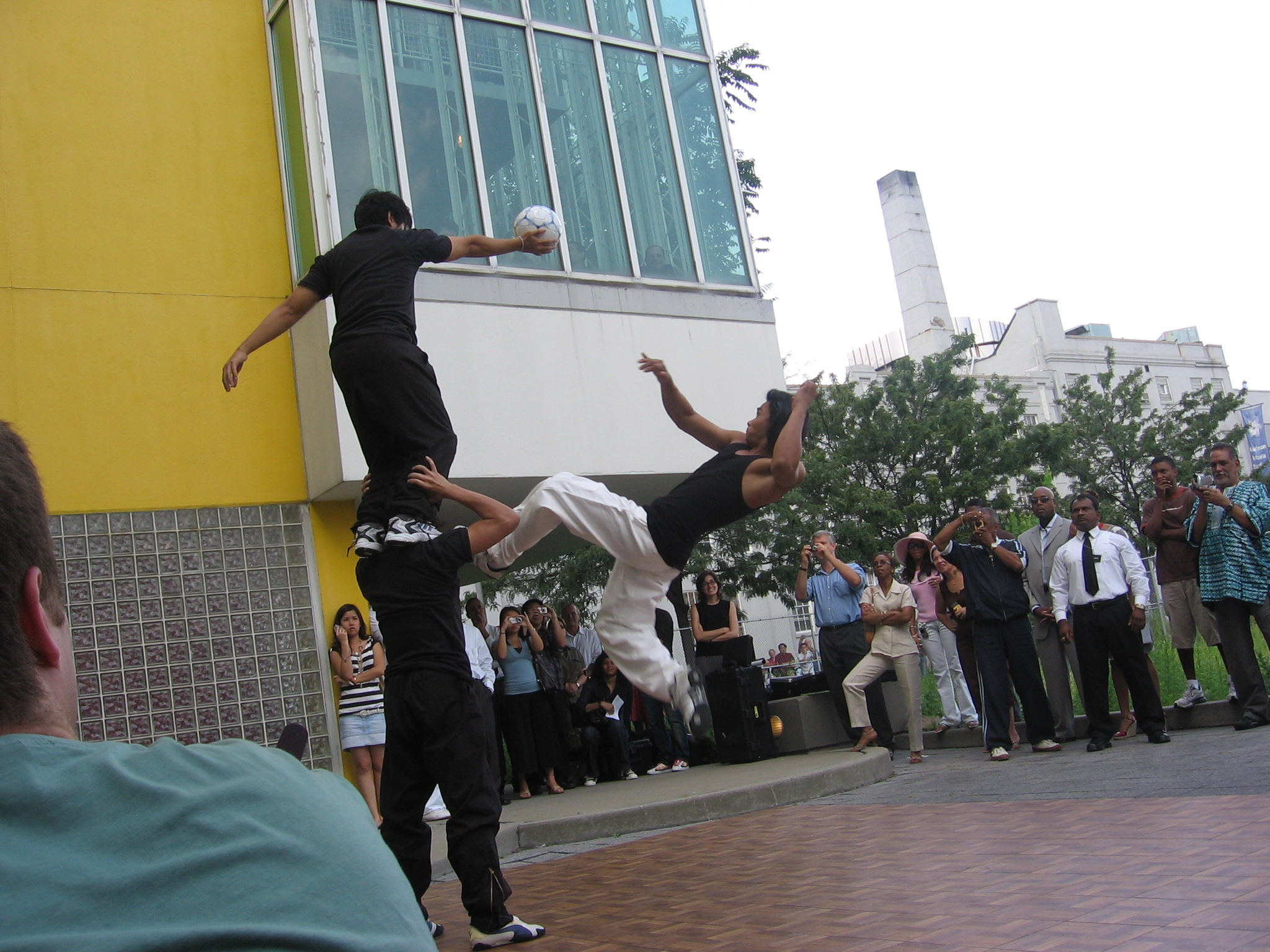
Tony Jaa (fehér nadrágban) harcművészeti bemutatója New Yorkban, A sárkány bosszúja népszerűsítő turnéjának egyik állomásán

Az Ong-bak sikere után Jaa ugyanazzal a stábbal azonnal új filmbe kezdett. A sárkány bosszúja története hasonlít az Ong-bakéhoz, ezúttal a főszereplő Kham családjának két elefántját rabolják el. A cselekmény nagy része Sydneyben játszódik Ausztráliában, ahová Kham követi az állatrablókat. A film eredeti címe Tom jam kung, ami thai nyelven egy fűszeres garnélaleves megnevezése. Tony Jaa szerint a leves édes, savanyú, csípős és sós egyben, és a film készítésekor arra törekedtek, hogy a film is ilyen legyen: „Mindenből egy kevés: akció, vígjáték és dráma”. Jaa egy évet készült a szerepre, ebből három hónap intenzív edzés volt napi nyolc órában. A film akciókoreográfiájába megpróbálták átültetni az elefántok jellegzetes mozdulatait is.
Jaa számára a film legnehezebb jelenete a Tom Yum Goong nevű étterembe való betörés volt, amikor is négy emeleten kellett végigverekednie magát. A jelenetet vágás nélkül vették fel, a Steadicam folyamatosan követte Jaa-t emeletről emeletre. Mivel szünet nélkül vették fel, ez volt számára a fizikailag legkimerítőbb jelenet. Több mint egy hónapig tartott megtervezni, és tökéletes időzítésre volt szükség minden kaszkadőr és színész részéről, mert a legapróbb hiba is azonnal elrontotta az időzítést. A hibák miatt hétszer kellett újravenni az egész jelenetet, egyszer pedig azért, mert mire Jaa felért a negyedik emeletre, elfogyott a filmszalag. A nehézségek ellenére ez volt Jaa kedvenc jelenete. A másik nehéz jelenetsor a raktárépületi verekedés volt, melyet két hétig forgattak. Itt a legnehezebb mozdulat Jaa szerint az volt, amikor két magas építmény között kellett hátraszaltóból kézenállásra érkeznie egy fal mellé, ahol nagyon vékony volt a perem. A mozdulat igen veszélyes volt, mert ha elrontja, komoly fejsérülést szenvedhetett volna el.
A sárkány bosszúja nem aratott olyan sikert, mint az Ong-bak. Akárcsak az előző film esetében, itt is a történet esetlenségét, a forgatókönyv minőségét, a szereplők jellemének statikus voltát kifogásolták leginkább. Volt olyan kritikus, aki egész egyszerűen nevetségesnek találta az elefántlopást, mint harcot kiváltó okot. Tony Jaa-t magát ismételten impresszívnek találták, az Entertainment Weekly szerint „Jaa olyan vakmerő, csonttörő eleganciával bír, ami felülmúlja a film triviális voltát. Az akciófilmek rajongóinak őmiatta megéri jegyet váltani.” Az akcióval sem volt azonban mindenki elégedett, a Reel Times szerint a film nem képes olyan mértékben lenyűgözni a nézőt, mint az Ong-bak, a rendező ezúttal nem tudta jól bemutatni Jaa képességeit.

### Ong-bak 2. és 3.
Bár sem az Ong-bak, sem A sárkány bosszúja nem kapott túlzottan pozitív kritikákat, Tony Jaa nemzetközileg elismert harcművész lett, a Kung Fu Cinema kritikusa szerint túlságosan is gyorsan. A két film kereskedelmi sikerét látva Jaa ragaszkodott hozzá, hogy a következő filmjét maga írhassa és rendezhesse, amire a Kung Fu Cinema szerint nem volt felkészülve, és akkora támogatást sem kapott a helyi filmipartól, mint a hongkongi sztárok, akik több éves filmes tapasztalat után maguk is át-átültek a rendezői székbe. A thaiföldi lapok szerint Jaa kapcsolata emiatt megromlott Pratja Pinkeo rendezővel, akit a stúdió inkább A harc szelleme rendezésével bízott meg, és Jaa projektje zöld utat kapott. Jaa a filmben a muaj thai mellett számos más harcművészetet gyakorol (például kendzsucu, karate és kínai kungfu), melyekre külön edzett. A filmhez Jaa a különleges thai táncos előadó-művészetet, a khont is elsajátította. Az Ong-bakhoz képest a történet jóval sötétebb, a harcok pedig jóval brutálisabbak. A cím ellenére a film történetének nincs köze a 2003-as Ong-bakhoz, az Ong Bak 2. a 15. századi Thaiföldön játszódik.
A forgatás azonban egyáltalán nem ment zökkenőmentesen, Jaa túlköltekezte magát, csaknem háromszor annyit költött a filmre, mint amennyit a Sahamongkol betervezett és a forgatás ideje is túlságosan elhúzódott. Olyan hírek terjedtek a médiában, hogy Tony Jaa nem bírta az ezzel járó stresszt és két hónapra nyoma veszett a thai dzsungelben, ahová állítólag „meditálni”, más lapok szerint feketemágiát gyakorolni ment. Jaa végül visszatért, és egy televíziós interjúban – ahol nyilvánosan elsírta magát – elmondta, hogy szándékában áll a filmet befejezni, valamint tagadta a feketemágia gyakorlását és hogy „furcsán” viselkedett volna a forgatáson. A Sahamongkol képviselője tagadta a vádakat, miszerint Jaa elsikkasztotta volna a film költségvetését és ezért tűnt volna el, Pratja Pinkeo szerint pedig egyszerűen csak nem volt felkészülve a rendezői feladatra. Egyes hírek szerint Jaa visszatérte után követeléslistát küldött a stúdiónak, melyben többek között az is szerepelt, hogy a film elkészítése után felbontja velük a szerződését. Végül Jaa és a Sahamongkol megegyeztek többek között abban, hogy a hosszúra nyúlt filmet két részre bontják. A film befejezését Jaa mentorára Phanna Ritthikrajra bízták. A film sikere ugyan elmaradt az előzőekétől, azonban így is vezette a thaiföldi eladási listákat, és nemzetközi viszonylatban is jól teljesített. A kritikusok nem voltak különösebben elragadtatva az alkotástól, a Rotten Tomatoes 65 kritikus véleményére alapozva 48%-ot ítélt a filmnek. A LoveHKFilm úgy vélte, „az egész film lényege, hogy új és még impresszívebb lehetőségeket adjon Jaa-nak a harcoláshoz – és ezt ő meg is teszi, mesterien és haragon kívül nem sok más érzelem kíséretében. Az első egy órában még csak beszélni sem halljuk. Előtte semmi mást nem látunk tőle, csak tiszta fizikai akciót, ami nem áll másból, mint – hogy is mondjam – alapos fenékbe rúgásokból. Ez egy ilyen típusú film.”
Az Ong Bak 3. forgatásakor a stábnak a Thaiföld és Kambodzsa között kialakult konfliktussal is meg kellett küzdenie, és a filmben szereplő elefántokat is fel kellett készíteni az akciókoreográfiára. A film alulmúlta a várakozásokat, a Twitch szerint Jaa-ból kiégett minden szenvedély, meghízott, a verekedések sem az elvárt színvonalúak, ráadásul a filmben gyakorlatilag többet harcol Dan Chupong, mint Tony Jaa maga: „Miután hihetetlen magasságokba emelkedett, [Tony] Jaa visszazuhant a földre, és keményet koppant. Most már csak az a kérdés, hogy mihez kezd ezután és lesz-e még közönség, akikhez visszatérhet.”

### Kolostorba vonulása
2010. május 28-án, nem sokkal az Ong Bak 3. bemutatója után, Tony Jaa elefántháton vonult be egy buddhista kolostorba Thaiföld Szurin tartományában. Jaa fejét kopaszra borotválták, és hagyományos buddhista szerzetesi ruhába öltöztették. Szerzetesi neve Kitiposzano lett, melynek jelentése „elegáns híresség”. Feltételezések szerint a harcművész-színész az Ong Bak 2. forgatásán történtek miatt vonult vissza, illetőleg a Sahamongkollal kötött tízéves szerződésének lejártát akarta a kolostorban megvárni. A ceremónián szülei is részt vettek.

### Visszatérése
Tony Jaa 2011-ben visszatért a filmkészítéshez, augusztus végén megkezdte A sárkány bosszúja című film második részének forgatását. A 3D-ben készülő filmet az első részt és az Ong-bakot is jegyző Pratja Pinkeo rendezi, az akciókoreográfiát ismételten Phanna Ritthikrajra bízták. A filmben Jaa partnerei Janin Viszmitananda (A harc szelleme) és Marrese Cramp amerikai harcművész. A filmet az a Sahamongkol Film International jegyzi, amelynek igazgatójával Jaa-nak az Ong-bak 2. forgatása közben nézeteltérése támadt.

## Magánélete

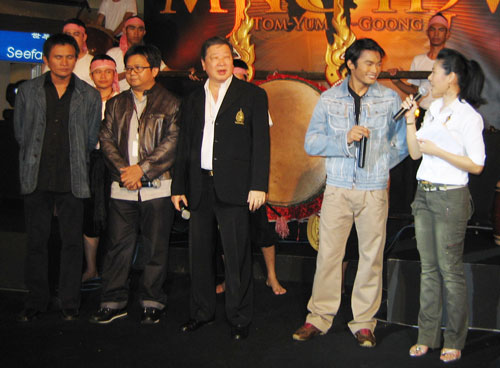
Balról jobbra: Phanna Ritthikraj, Pratja Pinkeo, Szomszak Tecsarattanapraszöt (Sahamongkol) és Tony Jaa A sárkány bosszúja bangkoki premierjén

Jaa mélyen vallásos buddhista, minden nap jár templomba. Saját bevallása szerint a forgatások, edzések és médiaszereplések miatt kevés a szabadideje, akkor a barátaival van legszívesebben, templomba jár, meditál, illetve szeret természetközelben lenni és karaokézni. Napi nyolc órát alszik, minden reggel hatkor kel.
2011 januárjában egykori általános iskolájában tartott jótékonysági rendezvényen barátnője társaságában jelent meg, akivel először mutatkozott együtt. 2011. december 29-én feleségül vette barátnőjét, az esküvői ceremóniát 2012. május 3-án tartották. A párnak két kislánya van.

## Díjai és elismerései
Tony Jaa-nak a thaiföldi Pattaja városában található Louis Tussaud's Waxworks múzeumban viaszszobrot állítottak. 2005 júliusában Hongkongban több mint ezer fővel tartott thai bokszedzést, amivel rekordtartó. 2007-ben a Sencsenben tartott Martial Arts Global Celebration díjkiosztón Jaa elnyerte a legjobb akciósztárnak járó elismerést.

## Filmográfia
| Év   | Magyar cím                         | Eredeti cím                               | Szerep                      | Magyar hang      | Rendező                              |
| ---- | ---------------------------------- | ----------------------------------------- | --------------------------- | ---------------- | ------------------------------------ |
| 1994 |                                    | Spirited Killer (Plook mun kuen ma kah 4) | ismeretlen szerep           |                  | Towatchai Ladloy, Panna Rittikrai    |
| 1996 |                                    | Hard Gun (Nuk soo dane song kram)         | ismeretlen szerep           |                  | Panna Rittikrai                      |
| 1996 |                                    | Battle Warrior (Puen hode)                | ismeretlen szerep           |                  | Prapon Petchinn, Panna Rittikrai     |
| 1997 | Mortal Kombat 2. – A második menet | Mortal Kombat: Annihilation               | dublőr                      |                  | John R. Leonetti                     |
| 2001 |                                    | Nuk leng klong yao                        | ismeretlen szerep           |                  | Panna Rittikrai                      |
| 2003 | Ong-bak – A thai boksz harcosa     | Ong Bak                                   | Tien                        | Barát Attila     | Pratja Pinkeo                        |
| 2004 | Beépített ügynök                   | The Bodyguard                             | Szupermarket harcos (cameo) | nem szólal meg   | Panna Rittikrai, Petchtai Wongkamlao |
| 2005 | Tom Yum Goong – A sárkány bosszúja | Tom Yum Goong                             | Kham                        | Szabó Máté       | Pratja Pinkeo                        |
| 2007 | Beépített ügynök 2.                | The Bodyguard 2                           | Utcai harcos (cameo)        | nem szólal meg   | Petchtai Wongkamlao                  |
| 2008 | Ong Bak 2. – A bosszú              | Ong Bak 2                                 | Tien                        | Pálmai Szabolcs  | Tony Jaa, Panna Rittikrai            |
| 2010 | Ong Bak 3. – A leszámolás          | Ong Bak 3                                 | Tien                        | Pálmai Szabolcs  | Tony Jaa, Panna Rittikrai            |
| 2013 |                                    | Tom Yum Goong 2                           | Kham                        |                  | Prachya Pinkaew                      |
| 2014 | Skalpvadászat                      | Skin Trade                                | Tony Vitayakul              | Horváth Illés    | Ekachai Uekrongtham                  |
| 2015 | Halálos iramban 7.                 | Fast & Furious 7                          | Kiet                        | Mesterházy Gyula | James Wan                            |
| 2015 | SPL – Leszámolás napja             | SPL II: A Time For Consequences           | Chatchai, Thai börtönőr     | Crespo Rodrigo   | Cheang Pou-soi                       |
| 2016 | Ketrecharc 3. – Mindvégig          | Never Back Down: No Surrender             | Önmaga (cameo)              | Szalay Csongor   | Michael Jai White                    |
| 2017 | xXx: Újra akcióban                 | XXX: Return of Xander Cage                | Talon                       | Molnár Levente   | D. J. Caruso                         |
| 2017 | Nincs választás                    | Paradox                                   | Tak                         | Kisfalusi Lehel  | Wilson Yip                           |
| 2018 | Z mester – Ip Man öröksége         | Master Z: The Ip Man Legacy               | Sadi, a harcos              | nem szólal meg   | Jűn Vó-pheng                         |
| 2019 | Véres hármas                       | Triple Threat                             | Payu                        | Markovics Tamás  | Jesse V. Johnson                     |
| 2020 | Jiu Jitsu – Harc a Földért         | Jiu Jitsu                                 | Keung                       | Janicsek Péter   | Dimitri Logothetis                   |
| 2020 | Monster Hunter – Szörnybirodalom   | Monster Hunter                            | Vadász                      | Orosz Ákos       | Paul W. S. Anderson                  |
| 2021 |                                    | Detective Chinatown 3                     | Jack Jaa                    |                  | Chen Sicheng                         |
| 2023 | Feláldozh4tók                      | Expend4bles                               | Decha                       | Gacsal Ádám      | Scott Waugh                          |